# Canariognapha
Canariognapha is een geslacht van spinnen uit de familie bodemjachtspinnen (Gnaphosidae).

## Soorten
De volgende soorten zijn bij het geslacht ingedeeld:
- Canariognapha parwis Wunderlich, 2011